# François de La Noue

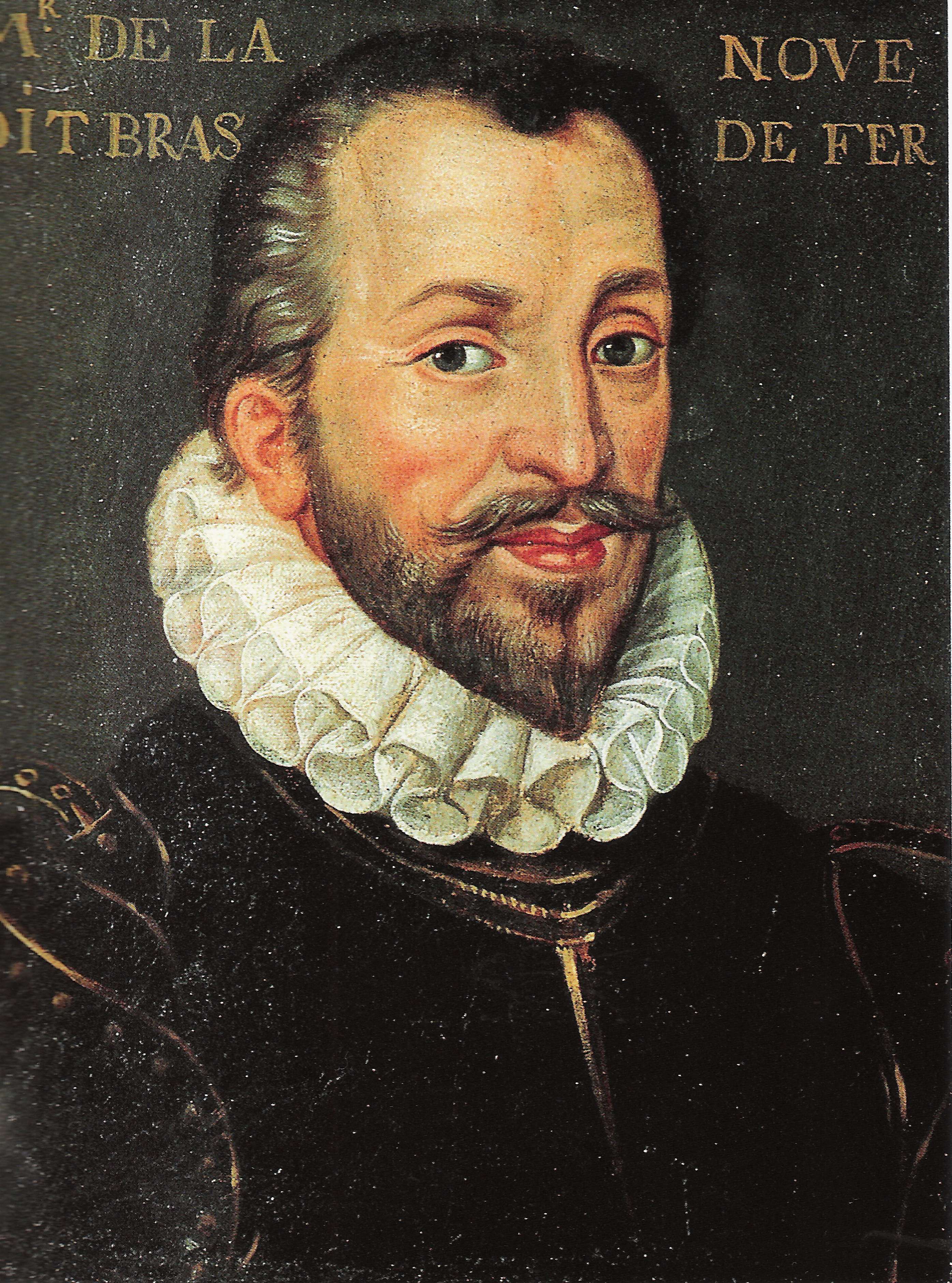
François de La Noue

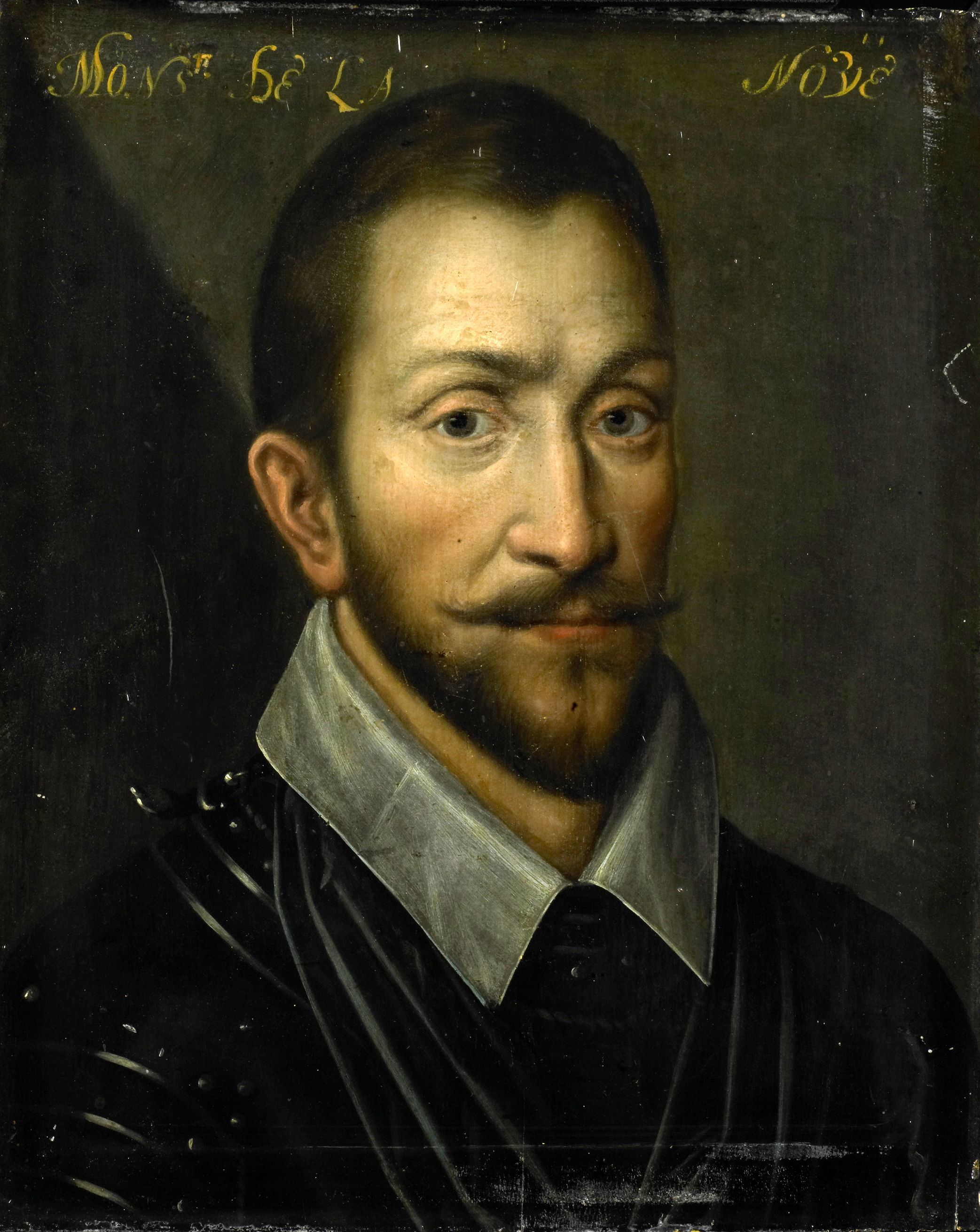
François de La Noue

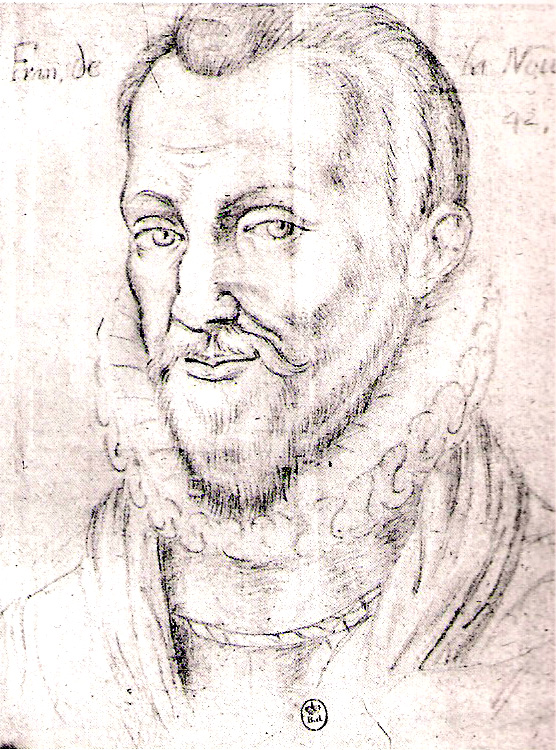
François de La Noue

François de La Noue (of de La Nouë) (1531-1591) was een Franse edelman en calvinistische kapitein tijdens de Hugenotenoorlogen en de Tachtigjarige Oorlog. Hij werd in 1531 geboren op het Château de la Gascherie en stierf op 4 augustus 1591 in Moncontour. 
Hij was afkomstig uit een Bretonse adellijke familie en verbleef aan het hof van Frans I van Frankrijk als page voor de toekomstige koning Hendrik II van Frankrijk. Na zijn eerste wapenfeiten in Picardië werd hij naar Piëmont gestuurd voor de Italiaanse Oorlogen. In 1558 bekeerde hij zich tot het protestantisme; als protestant vocht hij mee in de slag bij Dreux en de slag bij Saint-Denis. Hij werd onder andere gouverneur van Poitou, Aunis en Saintonge. Na een korte periode van toenadering tot de Franse koning trok hij weg uit Frankrijk. 
In 1572 nam hij met Jean de Hangest deel aan Oranjes tweede invasie door met het leger van Lodewijk van Nassau vanuit Parijs op te rukken naar Henegouwen. Ze namen op 23 mei Valenciennes en de dag erna Bergen, maar daar volgde een lang beleg. Bij de capitulatie werd La Noue naar de Franse grens geleid, maar anders dan zijn hugenootse troepen werd hij niet afgeslacht. Hertog Eleonor van Longueville kreeg blijkbaar opdracht hem te sparen en naar Parijs te sturen, zodat hij kon worden ingezet bij onderhandelingen met het opstandige La Rochelle.
Vanaf 1580 vocht hij als protestant voor het Staatse leger tegen de Spanjaarden (die onder leiding stonden van de hertog van Alva) in de Tachtigjarige Oorlog. Hij nam mee Kortrijk en Menen in, plunderde verschillende steden (waaronder Zottegem) en nam op 30 maart 1580 in het veroverde Ninove Filips van Egmont gevangen. In mei 1580 belegerde hij het kasteel van Ingelmunster. Op 10 mei 1580 werd de La Noue gevangen genomen. Hij zat vijf jaar gevangen in het kasteel van Limbourg, waar hij zijn Discours politiques et militaires schreef (in 1587 gepubliceerd in Basel, in 1590 in La Rochelle, in 1592 en in 1612 in Frankfurt am Main). In juni 1585 werd de La Noue bevrijd door Hendrik I van Guise (hij werd ingeruild voor Filips van Egmont en moest beloven nooit meer in de Nederlanden te komen of de Spanjaarden te bestrijden). Tussen 1586 en 1588 leefde de La Noue in Genève. Op 17 mei 1589 won hij de slag bij Senlis voor Hendrik III van Frankrijk. Tijdens de aanval op Lamballe raakte de La Noue (in dienst van Hendrik IV van Frankrijk) dodelijk gewond. Hij stierf op 4 augustus 1591 in Moncontour aan zijn verwondingen.

## Correspondentie
- Philippe Kervyn de Volkaersbeke (ed.), Correspondance de François de la Noue, surnommé Bras-de-Fer, accompagnée de notes historiques et précédée de la vie de ce grand capitaine, 1854

## Voetnoten
1. ↑  Arlette Jouanna, The Saint Bartholomew's Day Massacre. The Mysteries of a Crime of State, 2016, p. 191-192